# Archéparchie de Hassaké-Nisibe
L'archidiocèse ou archéparchie de Hassaké-Nisibe  est une juridiction de l'Église catholique syriaque ayant son siège à Hassaké en Syrie.

## Historique
L'éparchie (ou diocèse) de Hassaké a été érigée le 15 juillet 1957 par Pie XII dans sa constitution apostolique Summam animo. Le 3 décembre 1964, Paul VI l'a élevée au rang d'archéparchie de Hassaké-Nisibe.

## Liste des évêques
Depuis sa création, le siège de Hassaké a eu pour évêque et archevêques : 
- Jean Karroum, 1959–1964 évêque, puis 1964–1967 archevêque.
- Jacques Michel Djarwé, 1967–1981
- Jacques Georges Habib Hafouri, 1982–1996
- Jacques Behnan Hindo, 1996 - 2019
- Joseph Abdel-Jalil Chami, depuis 2022